# Adam Basil
Adam Basil (* 14. April 1975 in Melbourne) ist ein ehemaliger australischer Sprinter.
Den größten Erfolg seiner Karriere feierte er mit dem Gewinn der Bronzemedaille in der 4-mal-100-Meter-Staffel bei den Leichtathletik-Weltmeisterschaften 2001 in Edmonton. Das australische Quartett Matt Shirvington, Paul Di Bella, Steve Brimacombe und Adam Basil hatte mit einer Zeit von 38,83 s das Ziel zwar nur auf dem vierten Platz erreicht. Durch die nachträgliche Disqualifikation der US-amerikanischen Staffel wegen eines Dopingvergehens ihres Läufers Tim Montgomery rückten die Australier aber in der Wertung um einen Rang auf.
Nachdem er bei den Leichtathletik-Weltmeisterschaften 2003 in Paris schon in der Halbfinalrunde ausgeschieden war, erreichte er bei den Olympischen Spielen 2004 in Athen den sechsten Platz in der 4-mal-100-Meter-Staffel.
Adam Basil hatte bei einer Körpergröße von 1,76 m ein Wettkampfgewicht von 76 kg.

## Bestleistung
- 100 m: 10,29 s, 12. April 2003, Gold Coast
- 200 m: 21,06 s, 26. November 2005, Brisbane